# Cinco Familias (El padrino)
Las cinco familias son las principales familias criminales de la mafia italoestadounidense de Nueva York en la novela El padrino de Mario Puzo y en la saga cinematográfica realizada por Francis Ford Coppola.
Están inspiradas en las cinco familias de Nueva York.

## Las Cinco Familias de Nueva York

### Familia Corleone
Los Don de la familia Corleone:
- Vito Corleone: 1920/50 .
- Sonny Corleone: 1946/48. Don en funciones
- Michael Corleone: 1954/80.
- Vincent Corleone: 1980/?.

### Familia Tattaglia
Los Don de la familia Tattaglia:
- Philip Tattaglia: 1930/50.
- Rico Tattaglia: 1955/60.
- Ozzie Altobello: 1960/80.

### Familia Barzini
Los Don de la familia Barzini:
- Giuseppe Mariposa de facto 1920/34
- Emilio Barzini: 1934/50.
- Paulie Fortunato: 1955/85.
- Bernardo Bernal Altamirano:
- Venezia Veleno Barzini:

### Familia Cuneo
Los Don de la familia Cuneo:
- Ottilio Cuneo: 1930/50.
- Carmine Cuneo: 1955/¿?. Don en funciones

### Familia Stracci
Los Don de la familia Stracci:
- Anthony Stracci: 1930/50.
- Víctor Stracci: 1950 /¿?. Don en funciones

## Otras Familias de los Estados Unidos

### Costa Este
el Clan Bocchicchio en el valle del Río Hudson:
- Felix Bocchicchio.

Familia en Boston:
- Domenick Panza.

Familia en Florida:
- Carlo Tramonti.

### Región Medio Oeste
Familia en Detroit:
- Joseph Zaluchi.

Familia en Cleveland:
- Vincent Forlenza.

### Costa Oeste
Familia en Hollywood:
- Frank Falcone.

Familia en San Francisco:
- Anthony Molinari
- Luis Banchieri